# Simon-Henri de Lippe
Simon-Henri, Comte de Lippe (13 mars 1649 à Sternberg – 2 mai 1697 à Detmold), est comte de Lippe-Detmold.

## Biographie
Simon-Henri est le fils aîné du comte Herman-Adolphe de Lippe et de sa première épouse, la comtesse Ernestine d'Ysenbourg-Büdingen-Birstein.
En 1665, il devient co-dirigeant avec son père et en 1666, à la mort de son père, Simon-Henri hérite de Lippe-Detmold.
Entre 1683 et 1685, il remplace le Pavillon de chasse que son père a fait construire près d'Augustdorf par une série de bâtiments disposés symétriques autour d'une Cour d'honneur. Le complexe est conçu dans un style Palladien classique. Le bâtiment principal a deux étages et une mezzanine et est flanquée par des écuries, disposées symétriquement autour d'une cour d'honneur. Les écuries, abritent un haras datant du 16e siècle. Le complexe est incendié le 11 juillet 1945 par les prisonniers de guerre, et est démoli en 1947.
Simon-Henri est mort le 2 mai 1697 à Detmold. Sa veuve se retire au château de Varenholz, où elle est décédée le 11 mars 1700.

## Mariage et descendance
Le 15 septembre 1666, Simon-Henri épouse à La Haye la baronne Amélie de Dohna-Vianen, burgravine d'Utrecht, héritière de Vianen et Ameide (2 février 1644 à La Haye – 11 mars 1700), une fille du général Christian Albert de Dohna. Ils ont les enfants suivants:
- Frédéric Adolphe de Lippe (2 septembre 1667 à Detmold  – 18 juillet 1718 à Detmold), comte de Lippe-Detmold
- Ferdinand Christian (13 septembre 1668 à Detmold – 18 octobre 1724 à Samrodt), seigneur de Samrodt
- Sophie Henriette (23 octobre 1669 à Detmold – 25 octobre 1669 ibid)
- Henri-Ernest (24 janvier 1671 à Detmold – 1er octobre 1691 à Győr)
- Joanna Sophie (29 juin 1672 à Detmold – novembre 1675, ibid)
- Albertine (24 août 1673 à Detmold – 29 décembre 1673, ibid)
- Charlotte Albertine (14 octobre 1674 à Detmold – 13 juillet 1740 à Wetzlar) - mariée le 8 février 1707 à Schaumbourg avec le comte Charles de Wied-Runkel (21 octobre 1684 – 21 juin 1764)
- Guillaume Simon (5 janvier 1676 à Detmold – 21 janvier 1681, ibid)
- Théodore Auguste (28 juillet 1677 à Detmold – 25 octobre 1677 ibid)
- Christophe Louis (3 avril 1679 à Detmold – 18 mai 1747, ibid)
- Théodore Émile (20 septembre 1680 à Detmold – 11 septembre 1709), est tué lors de la Bataille de Malplaquet
- Charles Simon (23 mars 1682 à Detmold – 20 septembre 1703), tué au cours de la Première Bataille de Höchstädt
- Florentine Sophie (8 septembre 1683 – 24 avril 1758 à Altenkirchen im Westerwald), mariée le 29 août 1704 à Detmold au comte Maximilien Henri de Wied-Runkel (1er mai 1681 – 19 décembre 1706)
- Freda Henriette (né et décédé 13 mars 1686 à Detmold)
- Guillaume Charles Dietrich (9 novembre 1686 à Vianen – 16 mai 1687 à Detmold)
- Auguste Wolfhart (23 juin 1688 à Detmold – 18 janvier 1739 à Varenholz)